# Туманово (Свердловская область)
Туманово — деревня в Туринском городском округе Свердловской области России.

## Географическое положение
Туманово расположено в 50 километрах к западу-северо-западу от города Туринска (по дорогам — 59 километров), на правом берегу реки Сусатки (правого притока реки Туры), напротив деревни Кондрахино.

## Население
| 2002 | 2010 |
| ---- | ---- |
| 1    | ↘0   |